# Il notaio di Châteauneuf
Il notaio di Châteauneuf (titolo originale in francese Le notaire de Châteauneuf, pubblicato in traduzione italiana anche con i titoli Maigret e le tre figlie del notaio  o Maigret e gli avori scomparsi) è un racconto scritto dall'autore belga Georges Simenon, in cui compare protagonista la figura di Maigret.
È stato scritto a Les Tamaris, sull'isola Porquerolles, in Francia nell'inverno 1937-38.

## Trama
Maigret è in pensione, sulla riva della Loira, quando l'avvocato Raoul Motte, notaio di Châteauneuf, si presenta a lui raccontando che ha tre figlie, la seconda delle quali si chiama Armande ed è fidanzata con un pittore senza un soldo di nome Gérard Donavant. Aggiunge che la propria collezione di miniature orientali è stata manomessa e qualcuno ne ha rubato degli avori, anche se è molto difficile che riesca a venderli in quanto troppo identificabili. Quando Maigret, ormai coinvolto, lo segue in città riconosce subito nel pittore Gérard Gassin, figlio di un truffatore d'alto livello che vive in grandi alberghi in giro per l'Europa, ma anche lui riconosce il commissario. Il matrimonio con la figlia si fa più improbabile, anche perché Maigret scopre che i furti erano compiuti dalla sorella della prossima sposa, Émilienne, la minore, la quale è innamorata anche lei di Gassin e vuole in questo modo allontanarlo dalla sorella. Anche il segretario, Jean Vidier, sa tutto, ma aveva promesso alla ragazza di tacere: i pezzi della collezione sono recuperati e Maigret si allontana a piedi mormorando tra sé.

## Edizioni
In francese è uscito la prima volta sul n° 8 [prima serie] di "Police-Film/Police-Roman", il 17 giugno 1938, poi in volume nell'edizione del 1944 della raccolta Les nouvelles enquêtes de Maigret, pubblicata da Gallimard.
In italiano è uscito nel 1956  presso Mondadori, con il titolo Il notaio di Châteauneuf, in quattro puntate ne "I Capolavori Dei Gialli Mondadori" (nn° 32, 33, 34 e 35). Ha poi fatto parte della raccolta Maigret e la vecchia signora di Bayeux, nella traduzione di Elena Cantini, per le collane “Le inchieste del commissario Maigret” (n° 17), ivi, 1966; e “Oscar” n° 635, ivi 1975. È anche uscito nella traduzione di Gian Franco Orsi come Maigret e le tre figlie del notaio, su “Grazia” del 22 febbraio 1970. È stato poi incluso nel 2013 nella raccolta Assassinio all'Étoile du Nord e altri racconti, nella traduzione di Marina Di Leo per Adelphi (parte della collana "gli Adelphi", al n° 441).

## Film e televisione
Il racconto è stato adattato per la televisione come
- Episodio dal titolo Le Notaire de Châteauneuf, facente parte della serie televisiva Les enquêtes du commissaire Maigret per la regia di Gérard Gozlan, trasmesso per la prima volta su Antenne 2 il 3 aprile 1988, con Jean Richard nel ruolo del commissario Maigret.